# 2:37
2:37 ist ein australischer Spielfilm des Regisseurs Murali K. Thalluri aus dem Jahr 2006, der von sechs Schülerinnen und Schülern einer High School – alles mögliche Suizidkandidaten – handelt.

## Handlung
Um 14:37 Uhr wird eine verschlossene Toilettentür an einer australischen Schule gewaltsam geöffnet, nachdem ein aufgebrachter Lehrer und eine nervöse Schülerin etwas Ungewöhnliches vermuten. Zusammen mit dem Hausmeister, der eigens herbeigerufen wird, entdecken sie die blutüberströmte Leiche einer Person, die offensichtlich Suizid begangen hat.
Der Film startet mit einer Rückblende zum Beginn des Tages und stellt der Reihe nach sechs mögliche Suizidkandidaten vor. Neben zwei Homosexuellen – der eine geoutet und verspottet, der andere in der Rolle des Frauenhelden-Machos gefangen –, einer Bulimikerin, einem Inzestopfer und ihrem Bruder, der gleichzeitig ihr Peiniger ist, und letztendlich einem inkontinenten Außenseiter, der zu allem Überfluss auch noch hinkt, erzählt der Film im Dokumentarstil von den sechs Jugendlichen und ihren Problemen. Dennoch erweist sich die Selbstmörderin nicht als eine der sechs Personen, die im Film beschrieben werden, sondern taucht als Kelly hin und wieder auf. Der erste Eindruck lässt darauf schließen, dass ihr Suizid ohne Motiv geschah, doch bei genauerem Hinsehen fällt auf, dass sie für die meisten schlichtweg unsichtbar war und dies wohl der naheliegendste Grund ist.

## Kritiken
„Thalluris Werk ist auch aufgrund seines handwerklichen Geschicks über eine gewisse Strecke durchaus spannend, es erreicht dies allerdings auf Kosten seiner Figuren. Es möchte sich einerseits auf deren Seite schlagen, instrumentalisiert andererseits aber ihre persönlichen Dramen, um Interesse aufrecht zu erhalten [sic] oder Effekte zu erzielen.“

„Was Thalluri uns mit 2:37 zeigt, kennt er nur zu gut aus eigener Erfahrung. Nach einem misslungenen Suizidversuch fing er an, das Drehbuch zu schreiben. Von der Seele geschrieben hat er sich alles, was ihn monatelang belastete: Der Suizid seines Freundes, Nierenprobleme, Depressionen, das Ende seiner Beziehung. In einem Statement sagt der Autodidakt, dass der Film sein Leben gerettet habe. Besetzt mit unbekannten, aber sehr begabten Schauspielern ist 2:37 ein aufrüttelnder, tödlicher Mix aus angestauten Gefühlen, Angst und Verzweiflung.“

„Intensives, stark inszeniertes und gespieltes Jugenddrama, das zwar nicht allzu höflich mit seinen klischeehaften Figuren umspringt, aber durch kompromisslose psychische Härte eine Wirkung nicht verfehlt.“